# グッゲンハイム パートナーズ
グッゲンハイム パートナーズ（英：Guggenheim_Partners）は、投資銀行業務、資産運用、資本市場サービス、保険サービス に従事する世界的な投資およびアドバイザリー金融サービス会社。
MLBのロサンゼルス・ドジャースの親会社であることからMLB東京シリーズ2025では冠スポンサーを務めた。